# Затишшя (фільм)
«Затишшя» — радянський художній телефільм 1981 року за мотивами однойменної повісті І. С. Тургенєва, знятий на кіностудії «Білорусьфільм».

## Сюжет
Приїхавши перевірити свій далекий маєток село Сасово, молодий поміщик Астахов знайомиться з сусідом поміщиком Іпатовим, а також з його родичкою Марією Павлівною і сусідкою Надією Олексіївною Вєретьєвою, які справляють сильне враження на Астахова… Астахов, що планував виїхати наступного дня, залишається на деякий час, щоб ближче познайомитися з дівчатами, чим руйнує затишшя звичайного садибного життя…

## У ролях
- Аристарх Ліванов —  Володимир Сергійович Астахов
- Віктор Тарасов —  Іпатов
- Ольга Чіповська —  Марія Павлівна
- Ірина Димченко —  Надія Олексіївна
- Михайло Глузський —  Єгор Капітонич, поміщик
- Володимир Анісько —  Петро Олексійович Вєретьєв, поміщик, брат Надії
- Михайло Боярський —  Стельчинський
- Віктор Іллічов —  Федот, лакей
- Борис Юрченко —  Єрмолай, кучер
- Едуард Гарячий —  Савелій, староста
- Іван Мацкевич —  Артем Іванов, новий староста
- Стефанія Станюта —  Віра Петрівна, мати Іпатова
- Артем Іноземцев —  Гаврило Степанович, поміщик
- Володимир Кулешов —  Іван Ілліч, поміщик

## Знімальна група
- Режисер — Віталій Четвериков
- Сценаристи — Євген Григор'єв, Оскар Нікич
- Оператор — Юрій Марухін
- Композитор — Олексій Муравльов
- Художник — Олександр Чертович